# Edwige Bancole
Edwige Bancole is een atleet uit Benin.
Op de Olympische Spelen van Moskou in 1980 nam Bancole deel aan de 100 meter sprint.
Zij was daarmee de eerste vrouwelijke deelneemster voor Benin aan de Olympische Spelen.
- World Athletics: 14550457